# 第十八富士山丸事件
第十八富士山丸事件（だいじゅうはちふじさんまるじけん）とは、日本の貨物船の船長と機関長が朝鮮民主主義人民共和国（以下、北朝鮮）にスパイ容疑で拘束された事件である。紅粉事件とも呼ばれた。

## 事件の概要
1983年11月1日、日朝間を交易のため往復していた日本の冷凍貨物船「第十八富士山丸」は、ハマグリを積んで南浦港を出港した。その2日後に日本の対馬の南方をさしかかった時に密航のために忍び込んでいた朝鮮人民軍兵士閔洪九を発見し、所属会社の富士汽船と海上保安庁に通報した。当船の紅粉勇船長は門司海上保安部の要請で山口県西方の小さな島の沖合いにある六連検疫錨地に到着した。
本来なら「密航者を連れてきた船は、密航者を元の国に送り届ける義務がある」との法律に従った行動をとるべきであったが、当局の指示で福岡県北九州市門司で身柄を引き渡した。ところが閔洪九が取り調べの最中に日本政府に亡命を申請し身柄を送還することができなくなった。
一方、第十八富士山丸は同月11日に北朝鮮へ入港したが、そこで乗組員5人が抑留され、うち船長の紅粉勇と機関長であった栗浦好雄の2人が密航の幇助及び継続的なスパイ行為の容疑ありとされ解放されなかった。船も抑留され、機関長の栗浦が修理や整備に当たったが、発電機破損により修理不能となり廃船となった。
朝鮮民主主義人民共和国政府は、1987年1月に発生した朝鮮人医師金萬鉄一家11人が亡命を求めて日本の福井新港に漂着したズ・ダン号事件で日本政府が金萬鉄の第三国（韓国）への亡命を許可したことを「政治的謀略行為」と非難し、第十八富士山丸事件の抑留している2人の帰国が困難になったなどと表明した。
乗組員2名は、1987年11月に閔洪九が日本で仮釈放された直後（12月）に北朝鮮当局によって裁判にかけられ、1988年に法廷は教化労働15年の刑罰を宣告し、2年5ヶ月の獄中生活を強いられる事になった。
日本政府は解放要求をしたものの、日本国外務省は「国交がないから、民間ベースで話し合え」として国交がないことを理由に不作為に終始した。また北朝鮮の友好国等の第三国を仲介しての解放交渉も全く行われなかった。
第十八富士山丸乗組員の救援運動が起こり、当時の日本社会党が熱心に取り組むとともに、1987年には当時の土井たか子委員長が金日成主席との会談で「乗組員の釈放・帰還」を強く切り出し「政府間交渉に委ねる」との返答を得た。1988年の大韓航空機爆破事件による北朝鮮への制裁措置により、問題解決が宙に浮いたこともあったが、冷戦が終結していた1990年8月に金丸信が訪中して中華人民共和国に訪朝に向けた協力を仰いだことで再び日朝の接近が始まり、同年9月の金丸・田辺訪朝団でようやく解放が決まり、その後の土井委員長と小沢一郎・自民党幹事長が乗るチャーター機で同年10月11日に帰国を果たした。
野党外交を担ってきた当時の社会党は、北朝鮮に捕らわれている漁民の帰国のための交渉などに尽力し、再発防止のための漁業協定の締結に努めた。『北朝鮮抑留 - 第十八富士山丸事件の真相』によれば、2名は「日朝の友好を乱さぬように」とする政治的事由から彼の地における体験については公言せず沈黙を守るように宣誓させられたという。実際に2人が帰国後マスコミに露出することは少なかった。
その後、2人が所属する会社が原告となって、関係行政機関が密航者が政治亡命を希望する軍人であることを知りながら会社と乗組員に明確に伝達しなかったこと等を理由として国と福岡県を被告として民事訴訟を提起したが、裁判所は北朝鮮によって長期間抑留することは予測できなかったので関係機関職員が情報を伝達しなかったことに違法はないと判断したため、敗訴した。

## 事件のその後
2人がはじめて口を開いたのは、1992年以降に金丸が失脚し、阪神・淡路大震災の被害にあったことがきっかけであった。それによると北朝鮮当局から執拗な自白強要、脅迫、泣き落とし工作などが行われ、生命の危険を感じたために、スパイ容疑を認めざるを得なかったという。
また2名は拷問とも呼ぶべき取り調べを長期間受け、精神的にも肉体的にも追いつめられ栗浦機関長は自殺未遂までした。このような重なる苛酷な苦痛と、「密航者を幇助した罪を認めれば、日本に帰れる」と言う嘘に対して、ついに血圧不安定状態だった紅粉船長も耐えきれず、北朝鮮捜査当局が捏造した虚偽の調書を認めてしまい、投獄されたという。
2013年11月23日、NHKの報道番組において、かつて抑留されていた2人の最近のインタビューの映像が公開された。それによると、北朝鮮側が2人の家や間取り、家族などの情報を得ており、「家族が交通事故に合うこともありえる」というような脅迫をされていたことを明らかにしている。また、社会党が訪朝した時の面談の時の会話は、すべて事前に北朝鮮側から台本が渡されており、その通りの言葉以外は禁じされていたことも明らかにされた。
紅粉勇元船長は2016年に妻に先立たれた後、2020年に福祉施設に入所。2023年2月3日、腎不全のため死去した。享年92。
一方、閔洪九は密入国容疑で収容され、福岡入国管理局から退去強制令書が発せられ、それに対する執行停止申立も東京地方裁判所で却下された。しかし「人道上の配慮」から北朝鮮へは送還されず、のちに放免された。韓国国籍を取得したが、1988年に法務省から異例の在留特別許可を受けて日本で生活していた。だが傷害事件などで度々逮捕され、2003年4月には栃木県宇都宮市のデパートで女子高校生の体を触るなどのわいせつ行為をした疑いで逮捕・起訴された。実刑になれば出入国管理及び難民認定法第24条各号所定の退去強制事由に該当するため、日本国内から強制退去になる可能性があった。しかし2004年3月には留置場の金網を素手で破って一時逃亡を図るも、すぐ収監され、同年4月1日午後9時すぎごろに収容されていた栃木県警察宇都宮中央警察署の留置場で首つり自殺をした。享年40。